# Pase adelantado

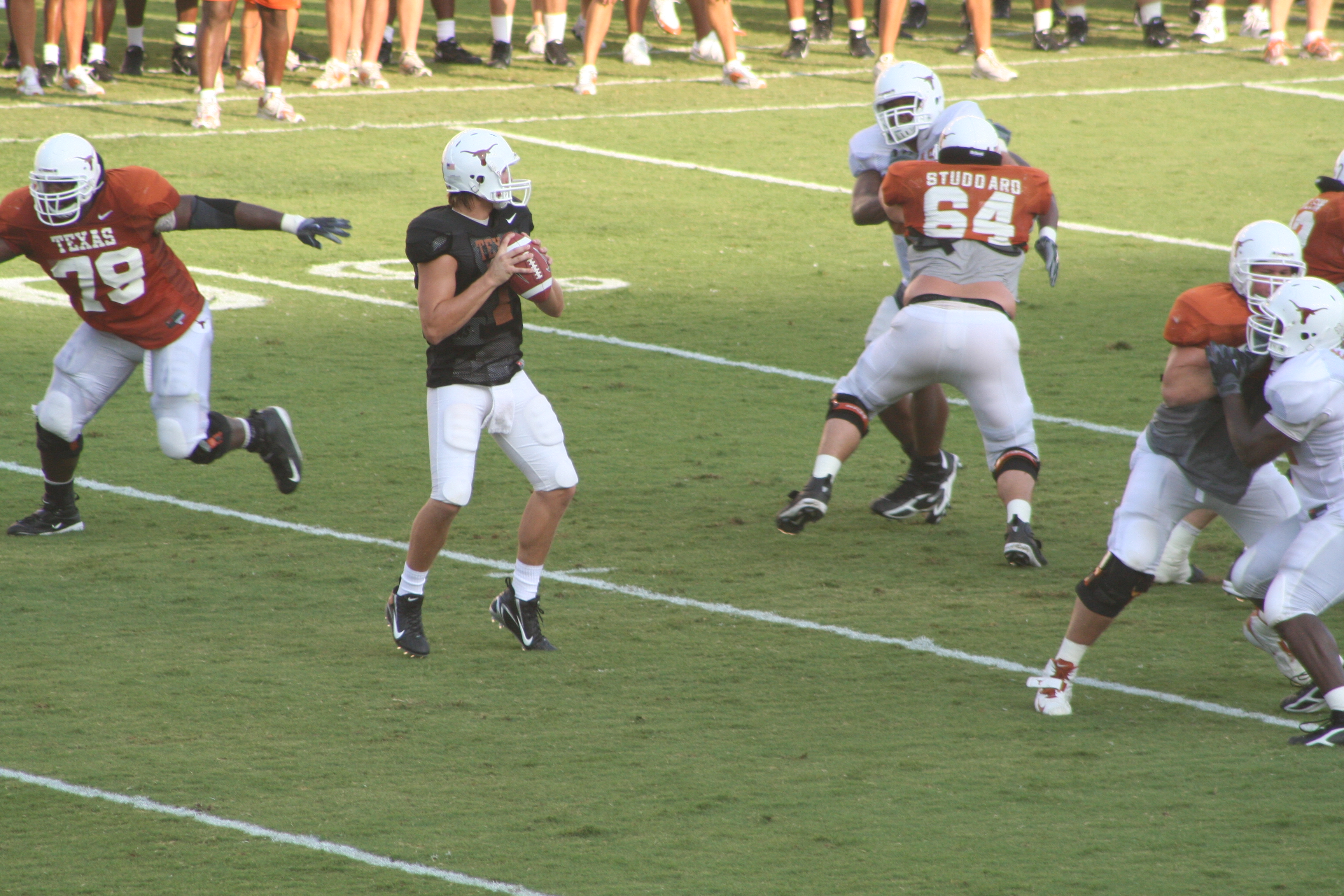
Un quarterback de fútbol americano dentro del "pocket" preparándose para realizar un pase.

En fútbol americano, un pase adelantado se da cuando el balón es lanzado con las manos adelante por el jugador encargado de realizar la jugada de pase, que normalmente (aunque no necesariamente) es el quarterback. La posibilidad de realizar esta jugada, con las implicaciones tácticas y estratégicas que conlleva, es una de las diferencias fundamentales que lo distinguen del rugby.

## Fútbol americano y canadiense

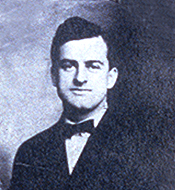
Eddie Cochems, el "Padre del Pase Adelantado".

En el fútbol americano y canadiense, un pase adelantado (usualmente llamado un pase) consiste en que un jugador ofensivo lanza el balón en dirección al campo de juego oponente. La persona que realiza el pase debe ser un miembro del equipo ofensivo, siendo habitualmente el quarterback, y el receptor al que va dirigido el pase debe ser un receptor elegible. 
Si el receptor del equipo ofensivo se hace con el control del balón se considera como un pase completo. El jugador que ahora controla el balón podrá seguir avanzando con él hasta ser placado, salir de los límites del terreno de juego, o llegar a la zona de gol contraria (touchdown). Si el balón no llega al receptor y cae al suelo sin que lo toque ningún jugador del equipo ofensivo, o bien si el balón le salta de las manos al receptor y cae al suelo antes de llegar a tener el control del mismo, sea por una recepción defectuosa o por efecto del placaje de un jugador contrario, el pase es incompleto y se considera como bola muerta; en tal caso, el balón es devuelto a la línea de scrimmage original para el siguiente down. 
Si es un jugador del equipo defensivo el que atrapa y se hace con el control del balón, entonces se denomina intercepción. Ese jugador inmediatamente gana la posesión del balón para su equipo y puede intentar avanzar con el balón en dirección a la zona de anotación contraria. 
Si cualquier jugador interfiere con la habilidad de un jugador de atrapar el balón se comete una interferencia de pase, que se castiga con una penalización. 

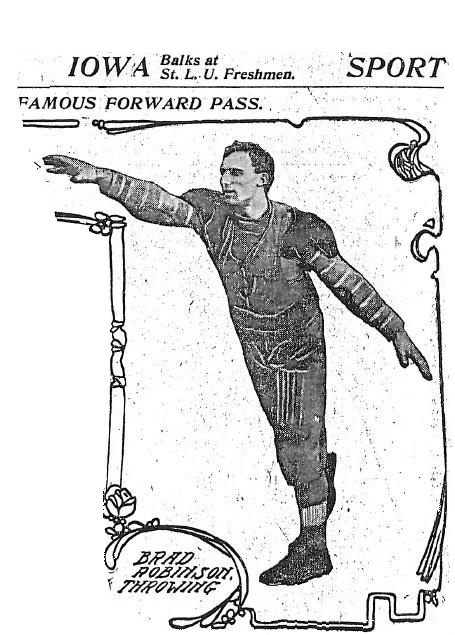
Recorte del diario St. Louis Post-Dispatch de 1906 de Bradbury Robinson, quien tiró el primer pase adelantado que fue considerado legal.

Se llama fumble a la situación en que el equipo atacante pierde el control del balón durante una jugada. Esto puede producirse durante un pase si el pasador suelta el balón por cualquier motivo antes de mover el brazo adelante, o bien si antes de llegar al receptor, el balón es tocado por un jugador del propio equipo que no es el receptor, o si el receptor suelta el balón o se lo arrebatan cuando ya tenía el control del mismo. En este caso cualquier jugador puede ganar la posesión del balón antes o después de que éste toque el suelo. En el fútbol canadiense, si el pasador suelta el balón mientras su brazo se mueve adelante es considerado como pase incompleto (a menos de que alguien atrape el balón antes de que toque el suelo entonces será considerado como pase completo o intercepción). 
Todos los movimientos al realizar un pase son muy importantes dentro del juego. El pase comienza en el momento en que el brazo de pasador (no tiene que ser forzosamente un quarterback) se mueve adelante. En el fútbol americano bajo la llamada tuck rule, si el quarterback está intentando llevar el balón de nuevo hacia su cuerpo después de mover su brazo adelante, si llega a perder el balón puede ser considerada como pase incompleto incluso si el brazo del quarterback se está moviendo adelante.